# سردیکا
سردیکا (بلغاری: Сердика) و (به انگلیسی: Serdika) یا Serdica نام تاریخی صوفیه در امپراتوری روم است که اکنون پایتخت بلغارستان است، و همچنین نام یک ناحیه زبان بلغاری: Сердика [ˈsɛrdikɐ] واقع در مرکز شهر است.